# Fiorde de Luster

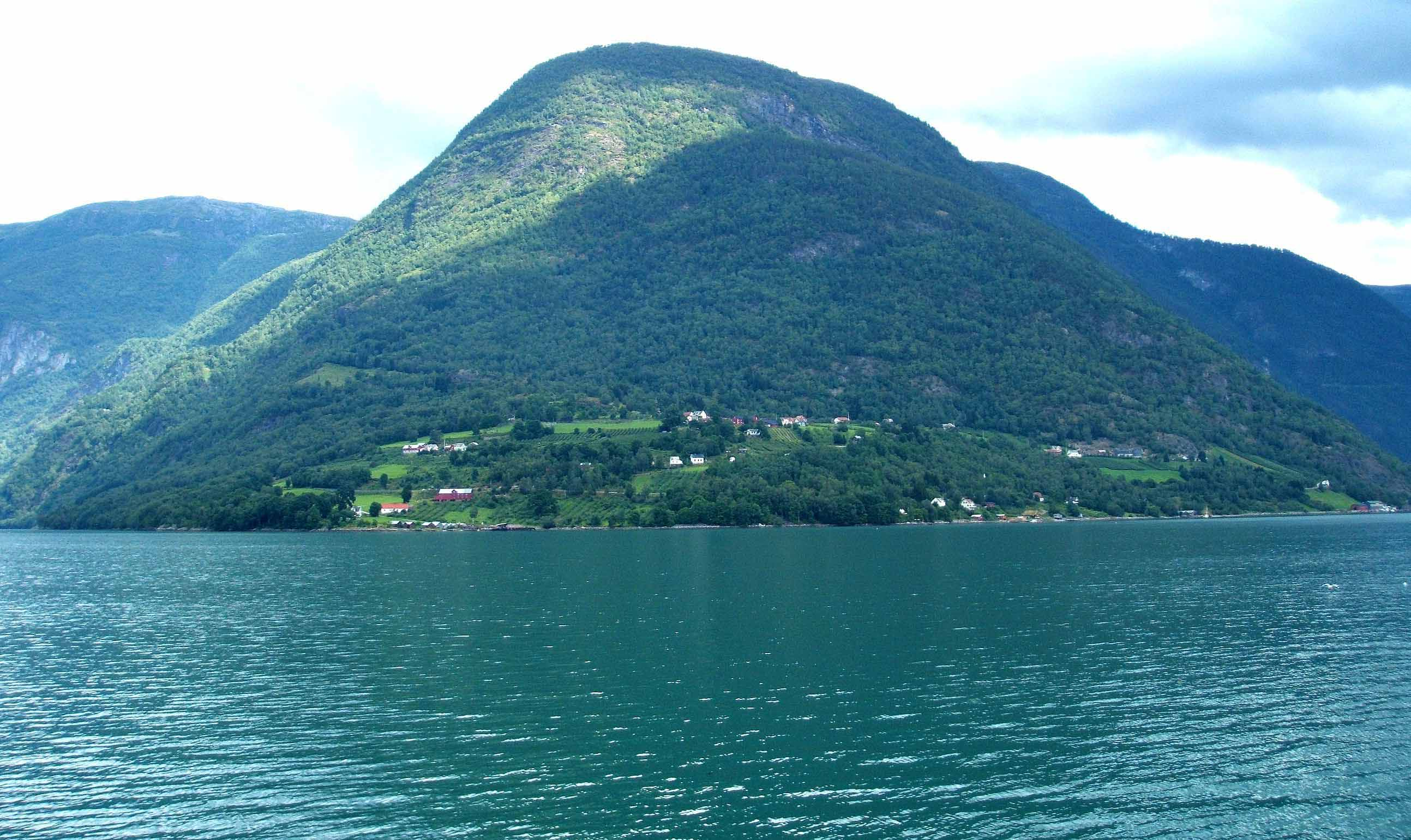
Fiorde de Luster

O fiorde de Luster (em norueguês: Lustrafjorden) é um braço de cerca de 40 quilômetros de extensão do fiorde de Sogn. Situa-se na comuna de Luster, na região de Sogn og Fjordane, na Noruega.